# سطوه
سطوه یک روستا در ایران است که در دهستان طرود شهرستان شاهرود واقع شده‌است. سطوه ۱٬۰۰۹ نفر جمعیت دارد.